# Припри, Приянка
Приянка Бханушали (англ. Priyanka Bhanushali), более известна как Приянка Припри (англ. Priyanka Pripri; род. 7 января 1993 года) — индийско-австралийская певица.

## Ранняя жизнь
Родилась в Мумбаи 7 января 1993 года. Начала заниматься музыкой в возрасте шести лет, играя на сделанной специально под заказ гитаре для левшей, также одновременно при этом обучаясь на клавишных. В 2004 году вместе с семьёй переехала в Австралию. Начала печескую карьеру в возрасте четырнадцати лет. В настоящее время проживает в Сиднее. Обучалась по программе бакалавриата в области музыки и звукорежиссуры в Австралийском институте музыки.

## Карьера
Писала и исполняла песни, которые прозвучали в индийских фильмах болливудского производства. Также записала на лейбле 301 Studios десятитрековый альбом, выдержанный в стиле западной поп-музыки и выпустила несколько музыкальных клипов в стиле «болливудской музыки». Данные видео были представлены на Vevo и MTV. В 2012 году в возрасте 19 лет она выпустила свой дебютный альбом, продюсером которого выступил Адеш Шривастава. Данный релиз сочетал в себе «помесь фолка на языке панджаби и клубной танцевальной музыки». В 2014 году она выступила на фестивале Parramasala, проходившем в Сиднее и собравшем аудиторию в 40 000 зрителей.
Её дебютный сингл «Sai Mere Saiyan» занимал высшие позиции на радиостанции Radio 360, а выложенный в ReverbNation трек «Wild Tears» занял высшие позиции в Sydney Pop Charts и оставался там в течение двадцати пяти недель.

## Дискография

### Синглы
- «Sai Mere Saiyan» (2013)
- «Wild Tears» (2014)
- «Without You» (2014)
- «O Soniye Reloaded» (2014)
- «Matware Nayna» (2014)
- «The Desire» (саундтрек к фильму The Desire[англ.], 2015)